# Wisła Kraków w sezonie 2021/2022 (piłka nożna)
Sezon 2021/2022 był dla Wisły Kraków 26. sezonem z rzędu, a 82. w całej historii klubu, w najwyższej klasie rozgrywkowej w polskim systemie ligowym w piłce nożnej. Zespół przygotowania do sezonu rozpoczął 16 czerwca, a obóz treningowy odbył się w Arłamowie. W przerwie zimowej dla zawodników zaplanowano obóz szkoleniowy w Turcji.
Pierwszym spotkaniem, które rozegrała drużyna, był sparing 26 czerwca ze Stalą Mielec. Sezon ligowy krakowski klub rozpoczął 26 lipca meczem u siebie z Zagłębiem Lubin. W rundzie jesiennej drużyna uplasowała się na 13. miejscu w tabeli. Udział w Pucharze Polski zawodnicy Wisły zakończyli po przegranych rzutach karnych w ćwierćfinale z Olimpią Grudziądz. 15 maja 2022 roku, na kolejkę przed końcem zmagań ligowych Wisła Kraków przegrała na wyjeździe z Radomiakiem Radom 2:4 i po raz pierwszy od 1996 roku spadła z Ekstraklasy.

## Działalność klubu

### Przed sezonem
4 maja Komisja ds. Licencji Klubowych PZPN przyznała klubowi licencję upoważniającą do uczestnictwa w rozgrywkach Ekstraklasy w sezonie 2021/2022 z nadzorem finansowym.
W maju przedstawiciele klubu przedłużyli o rok umowę sponsorską z Astor. W jej ramach na plecach koszulek meczowych pojawiło się logo Aveva – firmy zajmującej się doradztwem informatycznym. Sponsorem strategicznym krakowskiego klubu od sezonu 21/22 został Orlen Oil – znaki towarowe marki olejowej pojawiły się w centralnych miejscach trykotów pierwszej drużyny. Spółka zastąpiła w tej roli LV BET, które po 4 latach obecności na froncie koszulek Białek Gwiazdy przeniosło swoje logo na spodenki meczowe.
Sprzedaż karnetów na sezon 2020/2021, stosując się do otrzymanych wytycznych przeciwepidemicznych, rozpoczęto 1 lipca. Oficjalna prezentacja drużyny odbyła się na Stadionie Miejskim przed rozpoczęciem ostatniego sparingu przedsezonowego.
Podczas przerwy letniej stowarzyszenie „Socios Wisła Kraków” przegłosowało decyzje o pół milionowej darowiźnie na budowę sklepu klubowego, zakup sprzętu audiowizualnego dla biura prasowego oraz rozpoczęcie produkcji oficjalnego piwa „Wiślackie”, do którego połowę praw organizacja przekazała spółce piłkarskiej Wisły.
27 lipca do rozgrywek Małopolskiego Związku Piłki Nożnej zgłoszona została pierwsza w historii kobieca seniorska drużyna Wisły Kraków. Szkoleniowcem został Andrzej Żądło. Drużyna zakończyła sezon w 5 lidze Małopolski wschodniej awansem na kolejny szczebel ligowy.

### Runda jesienna
W sierpniu przedstawiciele klubu i firmy CASS Construction and Steel Structure przedłużyli umowę sponsorską do 2024 roku. W jej ramach logo przedsiębiorstwa wyeksponowano na spodenkach meczowych drużyny seniorów. Współpracę na kolejny sezon przedłużono także z stowarzyszeniem „Socios Wisła Kraków”, liczącym ponad 2200 osób.

### 115 latTowarzystwa Sportowego Wisła Kraków
W trakcie przerwy letniej oraz pierwszych miesięcy sezonu 21/22 odbyły się wydarzenia towarzyszące obchodom 115-lecia krakowskiego klubu sportowego, z którego wywodzi się piłkarska sekcja Wisły. Pierwotnym rywalem w jubileuszowym meczu towarzyskim miała być Borussia Dortmund, jednak kalendarz ligowy oraz uczestnictwo w Pucharze Niemiec sprawiły, że niemiecki klub nie mógł przyjechać w przewidzianym terminie (21 lipca lub 3-4 sierpnia).
Biała Gwiazda zagrała ostatecznie z włoskim SSC Napoli, w którego składzie pojawił się Piotr Zieliński. Podczas sparingu krakowianie wystąpili w okolicznościowych trykotach, utrzymanych w czerwonej kolorystyce, które nawiązywały do przedwojennych czasów istnienia klubu. Front koszulki zdobiły tłoczone daty mistrzostw Polski. Po zakończeniu obchodów limitowana ilość 1906 trykotów trafiła na licytacje i do otwartej sprzedaży. W dniu meczowym uhonorowano także byłych zawodników, których kibicie wybrali w internetowym głosowaniu na najlepsze jedenastki w historii Wisły.
26 listopada na fasadzie Stadionu Miejskiego im. Henryka Reymana umieszczono 24 pamiątkowe tablice z podobiznami piłkarzy i szkoleniowców wybranych do jedenastek „Złotej Ery” oraz „Retro”. Ich odsłonięcie nastąpiło przed ligowym meczem z Radomiakiem.
W trakcie rundy jesiennej sześciu zawodników ze statusem młodzieżowca zagrało na boisku łącznie 3559 minut. Wynik ten pozwolił Białej Gwieździe na zdobycie 3843 punktów. W klasyfikacji Pro Junior System został wyprzedzony tylko przez Lech Poznań.

### Przerwa zimowa
Zawodnicy po przerwie świąteczno-noworocznej po raz pierwszy spotkali się 5 stycznia 2022 roku. W bazie treningowej w Myślenicach pracowano do 14 stycznia. Dzień później 27 zawodników razem ze sztabem szkoleniowym przeniosło się czarterowym lotem  z Wrocławia do Belek na 12-dniowy obóz szkoleniowy. Drużyna od 15 do 27 stycznia przebywała w hotelu IC Santai Family Resort. W trakcie zgrupowania rozegrano 3 sparingi z zespołami z Bułgarii, Czech i Azerbejdżanu.

### Runda wiosenna
W dniach 28 lutego - 5 marca zespół przebywał na zgrupowaniu w Tleniu. Pobyt w województwie kujawsko-pomorskim miał ograniczyć podróżowanie między ćwierćfinałem Pucharu Polski w Grudziądzu a meczem 24. kolejki z Lechią. W marcu podczas przerwy reprezentacyjnej zawodnicy Wisły odbyli zgrupowanie w Woli Chorzelowskiej, gdzie poza jednostkami treningowymi rozegrano także mecz kontrolny z Puszczą Niepołomice.
18 kwietnia w wieku 51 lat zmarł Stanisław Sękiewicz, który od 2005 roku wcielał się w rolę Wiślackiego Smoka, klubowej maskotki.
Pod koniec kwietnia Komisja Ligi ukarała krakowski klub za zachowanie kibiców podczas meczu z Wisłą Płock grzywną w wysokości 15 000 złotych. Jakub Błaszczykowski po 30. kolejce otrzymał karę 5 tysięcy złotych w zawieszeniu na 6 miesięcy. Luis Fernández i fizjoterapeuta Karol Biedrzycki otrzymali dyskwalifikację od 4 do 2 spotkań ligowych.

## Stadion

### Runda wiosenna
22 kwietnia zainaugurowano działalność nowego sklepu klubowego, którego siedziba znalazła się w narożniku trybuny D. Fanshop składał się z łącznej powierzchni komercyjnej 505 m² wraz z częścią magazynową o powierzchni 267 m².
W dniach 20-22 maja 2022 roku krakowski klub razem ze swoją sekcją amp futbolu był współorganizatorem trzeciej Ligi Mistrzów, w której wzięło udział 8 najlepszych drużyn z Europy. Finał odbył się na Stadionie Miejskim im. Henryka Reymana. Krakowianie zakończyli rozgrywki na drugim miejscu.

## PKO BP Ekstraklasa
Od sezonu 2021/2022 w lidze występowało 18 zespołów w systemie „każdy z każdym” (2 mecze z daną drużyną: u siebie i na wyjeździe). Rozegranych zostało 306 meczów. Do I ligi spadły 3 najsłabsze zespoły. Ponadto, przy ustalaniu kolejności w tabeli nie były brane pod uwagę bramki zdobyte na wyjeździe. Zmagania rozpoczęły się 23 lipca 2021 roku., a zakończyły 22 maja 2022 roku.

### Tabela
| Poz. | Drużyna                      | M  | Punkty | Z | R  | P  | Bramki | Bramki | Bramki |
| Poz. | Drużyna                      | M  | Punkty | Z | R  | P  | +      | –      | +/−    |
| ---- | ---------------------------- | -- | ------ | - | -- | -- | ------ | ------ | ------ |
| 14   | Stal Mielec                  | 34 | 37     | 9 | 10 | 15 | 39     | 52     | -13    |
| 15   | Śląsk Wrocław                | 34 | 35     | 7 | 14 | 13 | 42     | 52     | -10    |
| 16   | Bruk-Bet Termalica Nieciecza | 34 | 32     | 7 | 11 | 16 | 36     | 56     | -20    |
| 17   | Wisła Kraków                 | 34 | 31     | 7 | 10 | 17 | 37     | 54     | -17    |
| 18   | Górnik Łęczna                | 34 | 28     | 6 | 10 | 18 | 29     | 60     | -31    |

Ostatnia aktualizacja: 34. kolejka

    spadek do I ligi.

### Wyniki spotkań
| Mecz           | Data            | Godz. | Stadion               | Przeciwnik                   | Wynik | Punkty | Strzelcy                                    |
| -------------- | --------------- | ----- | --------------------- | ---------------------------- | ----- | ------ | ------------------------------------------- |
| Runda jesienna |                 |       |                       |                              |       |        |                                             |
| 1              | 26 lipca        | 18:00 | Kraków                | Zagłębie Lubin               | 3:0   | 3      | Yeboah, Kliment, Młyński                    |
| 2              | 31 lipca        | 17:30 | Nieciecza             | Bruk-Bet Termalica Nieciecza | 2:2   | 4      | Żukow, Sadlok                               |
| 3              | 8 sierpnia      | 17:30 | Kraków                | Raków Częstochowa            | 1:2   | 4      | Yeboah                                      |
| 4              | 13 sierpnia     | 20:30 | Mielec                | Stal Mielec                  | 1:2   | 4      | Kliment                                     |
| 5              | 21 sierpnia     | 20:00 | Łęczna                | Górnik Łęczna                | 3:1   | 7      | Škvarka, Yeboah, Brown Forbes               |
| 6              | 29 sierpnia     | 17:30 | Kraków                | Legia Warszawa               | 1:0   | 10     | Brown Forbes                                |
| 7              | 12 września     | 15:00 | Kraków                | Lechia Gdańsk                | 2:2   | 11     | Frydrych (2)                                |
| 8              | 17 września     | 20:30 | Poznań                | Lech Poznań                  | 0:5   | 11     | –                                           |
| 9              | 26 września     | 17:30 | Kraków                | Pogoń Szczecin               | 0:1   | 11     | –                                           |
| 10             | 1 października  | 20:30 | Gliwice               | Piast Gliwice                | 0:1   | 11     | –                                           |
| 11             | 16 października | 17:30 | Zabrze                | Górnik Zabrze                | 1:0   | 14     | Frydrych                                    |
| 12             | 23 października | 20:00 | Kraków                | Śląsk Wrocław                | 0:5   | 14     | –                                           |
| 13             | 31 października | 12:30 | Płock                 | Wisła Płock                  | 0:2   | 14     | –                                           |
| 14             | 7 listopada     | 20:00 | Kraków                | Cracovia                     | 1:0   | 17     | Yeboah                                      |
| 15             | 20 listopada    | 15:00 | Białystok             | Jagiellonia Białystok        | 1:3   | 17     | Szota                                       |
| 16             | 26 listopada    | 20:30 | Kraków                | Radomiak Radom               | 0:1   | 17     | –                                           |
| 17             | 6 grudnia       | 18:00 | Grodzisk Wielkopolski | Warta Poznań                 | 1:1   | 18     | Frydrych                                    |
| 18             | 11 grudnia      | 17:30 | Lubin                 | Zagłębie Lubin               | 1:2   | 18     | Gruszkowski                                 |
| 19             | 17 grudnia      | 18:00 | Kraków                | Bruk-Bet Termalica Nieciecza | 3:0   | 21     | El Mahdioui, Yeboah, Škvarka                |
| Runda wiosenna |                 |       |                       |                              |       |        |                                             |
| 20             | 6 lutego        | 15:00 | Częstochowa           | Raków Częstochowa            | 0:2   | 21     | –                                           |
| 21             | 12 lutego       | 15:00 | Kraków                | Stal Mielec                  | 0:1   | 21     | –                                           |
| 22             | 21 lutego       | 18:00 | Kraków                | Górnik Łęczna                | 0:0   | 22     | –                                           |
| 23             | 25 lutego       | 20:30 | Warszawa              | Legia Warszawa               | 1:2   | 22     | Gruszkowski                                 |
| 24             | 5 marca         | 20:00 | Gdańsk                | Lechia Gdańsk                | 1:1   | 23     | Fernández                                   |
| 25             | 13 marca        | 17:30 | Kraków                | Lech Poznań                  | 1:1   | 24     | Ondrášek                                    |
| 26             | 18 marca        | 20:30 | Szczecin              | Pogoń Szczecin               | 1:4   | 24     | Fernández                                   |
| 27             | 2 kwietnia      | 17:30 | Kraków                | Piast Gliwice                | 2:2   | 25     | Savić, Hugi                                 |
| 28             | 9 kwietnia      | 15:00 | Kraków                | Górnik Zabrze                | 4:1   | 28     | Krawczyk (sam.), Savić, Fernández, Kuveljić |
| 29             | 16 kwietnia     | 15:00 | Wrocław               | Śląsk Wrocław                | 1:1   | 29     | Manu                                        |
| 30             | 23 kwietnia     | 19:00 | Kraków                | Wisła Płock                  | 3:4   | 29     | Ring, Manu, Ondrášek                        |
| 31             | 30 kwietnia     | 18:00 | Kraków                | Cracovia                     | 0:0   | 30     | –                                           |
| 32             | 7 maja          | 18:00 | Kraków                | Jagiellonia Białystok        | 0:0   | 31     | –                                           |
| 33             | 14 maja         | 18:00 | Radom                 | Radomiak Radom               | 4:2   | 31     | Citaiszwili, Savić                          |
| 34             | 21 maja         | 18:00 | Kraków                | Warta Poznań                 | 0:1   | 31     |                                             |

1. ↑  Mecz przeniesiony z pierwotnego terminu (23 sierpnia 2021, 18:00) w wyniku zmian wprowadzonych przez Ekstraklasę SA w ligowym terminarzu.
2. ↑  Mecz przełożony z pierwotnego terminu (17 października 2021, 17:30) na wniosek partnerów medialnych Ekstraklasy SA.
3. ↑  Warta ze względu na niespełnianie wymagań Ekstraklasy przez Stadion przy Drodze Dębińskiej w Poznaniu, swoje mecze rozgrywała na obiekcie w Grodzisku Wielkopolskim.
4. ↑  Radomiak ze względu na przebudowę Stadionu im. Braci Czachorów swoje mecze rozgrywał na obiekcie im. Marszałka Piłsudskiego.

Ostatnia aktualizacja: 34. kolejka

    zwycięstwo     remis     porażka

### Kolejka po kolejce
| 1 | 2 | 3 | 4  | 5 | 6 | 7 | 8 | 9 | 10 | 11 | 12 | 13 | 14 | 15 | 16 | 17 | 18 | 19 | 20 | 21 | 22 | 23 | 24 | 25 | 26 | 27 | 28 | 29 | 30 | 31 | 32 | 33 | 34 |
| - | - | - | -- | - | - | - | - | - | -- | -- | -- | -- | -- | -- | -- | -- | -- | -- | -- | -- | -- | -- | -- | -- | -- | -- | -- | -- | -- | -- | -- | -- | -- |
| 1 | 1 | 8 | 12 | 4 | 3 | 4 | 7 | 9 | 13 | 11 | 13 | 14 | 13 | 14 | 13 | 13 | 14 | 13 | 13 | 13 | 15 | 17 | 17 | 16 | 16 | 16 | 16 | 16 | 16 | 16 | 16 | 16 | 17 |

    I runda kwalifikacyjna Ligi Mistrzów     spadek do I ligi

## Fortuna Puchar Polski
Jako drużyna występująca w sezonie 2020/2021 w rozgrywkach Ekstraklasy, Wisła Kraków rozpoczęła rozgrywki Pucharu od 1/32 finału.
| Faza | Data        | Godz. | Stadion   | Przeciwnik        | Wynik        | Strzelcy                                  |
| ---- | ----------- | ----- | --------- | ----------------- | ------------ | ----------------------------------------- |
| 1/32 | 22 września | 20:30 | Mielec    | Stal Mielec       | 3:1          | Młyński, Szota, Yeboah                    |
| 1/16 | 3 listopada | 13:30 | Tychy     | GKS Tychy         | 3:1          | Młyński, Brown Forbes (2)                 |
| 1/8  | 2 grudnia   | 20:00 | Łódź      | Widzew Łódź       | 3:1          | Brown Forbes, Kliment (2)                 |
| 1/4  | 1 marca     | 18:00 | Grudziądz | Olimpia Grudziądz | 1:1 3:5 (k.) | Cissé Sadlok Skvarka Poletanović Fazłagiḱ |

Stan na: 1 marca 2022
1. ↑  Mecz przełożony z pierwotnego terminu (26 października 2021, 20:30) ze względu na mecz kadry kobiet na stadionie w Tychach w tej dacie.

    zwycięstwo     remis     porażka

## Mecze towarzyskie
| Data                                | Przeciwnik                 | Miejsce            | Wynik | Strzelcy                                 |
| ----------------------------------- | -------------------------- | ------------------ | ----- | ---------------------------------------- |
| Rozegrane w przerwie letniej        |                            |                    |       |                                          |
| 26 czerwca                          | Stal Mielec                | Myślenice          | 3:2   | Gruszkowski, Frydrych, Yeboah            |
| 3 lipca                             | Tatran Liptowski Mikułasz  | Liptowski Mikułasz | 3:1   | Starzyński, Hranáč (sam.), Frydrych      |
| 7 lipca                             | Puszcza Niepołomice        | Rzeszów            | 3:2   | Żukow, Błaszczykowski, Chuca             |
| 14 lipca                            | Resovia                    | Arłamów            | 1:2   | Starzyński                               |
| 17 lipca                            | Podbeskidzie Bielsko-Biała | Kraków             | 1:1   | Yeboah                                   |
| Rozegrane w trakcie rundy jesiennej |                            |                    |       |                                          |
| 4 sierpnia                          | SSC Napoli                 | Kraków             | 1:2   | Brown Forbes                             |
| 4 września                          | Garbarnia Kraków           | Kraków             | 2:2   | Hugi, Sobol                              |
| 9 października                      | Glinik Gorlice             | Gorlice            | 6:0   | Wachowiak (3), Škvarka, Szota, Zdybowicz |
| 12 listopada                        | Stal Mielec                | Wola Chorzelowska  | 1:1   | Wachowiak                                |
| Rozegrane w przerwie zimowej        |                            |                    |       |                                          |
| 12 stycznia                         | Tatran Liptowski Mikułasz  | Myślenice          | 3:0   | Hugi, Kuveljić, Škvarka                  |
| 18 stycznia                         | Łudogorec Razgrad          | Kadriye            | 1:1   | Szot                                     |
| 21 stycznia                         | Baník Ostrawa              | Kadriye            | 1:3   | Plewka                                   |
| 25 stycznia                         | Karabach Agdam             | Belek              | 0:0   | -                                        |
| Rozegrane w trakcie rundy wiosennej |                            |                    |       |                                          |
| 25 marca                            | Puszcza Niepołomice        | Wola Chorzelowska  | 5:0   | Hugi, Manu, Kliment, Fernández, Ondrášek |

1. ↑  Mecz rozegrany w ramach obchodów jubileuszu 115-lecia Towarzystwa Sportowego Wisły Kraków. Pierwotnym rywalem miała być Borussia Dortmund, jednak kalendarz ligowy oraz uczestnictwo w Pucharze Niemiec sprawiły, że klub nie mógł przyjechać w przewidzianym terminie (21 lipca lub 3-4 sierpnia).
2. ↑  Mecz z okazji stulecia Garbarni Kraków.
3. ↑  Mecz z okazji stulecia Glinika Gorlic.
4. ↑  Pierwotnie rywalem miał być  Budapest Honvéd FC, mecz został odwołany z powodu zakażeń koronawirusem SARS-CoV-2 wśród przedstawicieli węgierskiego zespołu. W zastępstwie zaplanowano sparing z  FC Zürich na 17 stycznia, jednak dzień przed meczem poinformowano, że mecz ze Szwajcarami został odwołany.

Stan na: 25 marca 2022
    zwycięstwo     remis     porażka

## Zawodnicy
Yaw Yeboah w głosowaniu kapitanów siedemnastu zespołów uczestniczących w rozgrywkach Ekstraklasy został uznany za Piłkarza Sierpnia.
Gieorgij Żukow w 18. kolejce przeciwko Zagłębiu Lubin zanotował 50. ligowy występ dla krakowskiego klubu.
Yaw Yeboah w 19. kolejce zagrał 50. oficjalny mecz w historii swoich występów dla Wisły Kraków.
Michal Frydrych w 27. kolejce wystąpił po raz 50. w składzie Wisły.
Patryk Plewka i Stefan Savić w 32. kolejce przeciwko Jagielloni zagrali 50. oficjalne mecze w historii swoich występów dla Wisły Kraków na szczeblu najwyższej klasy rozgrywkowej polskiego systemu ligowego.

### Skład
| Nr                    | Zawodnik               | Data urodzenia       | W klubie od | Poprzedni klub        | Ekstraklasa | Ekstraklasa | Puchar Polski | Puchar Polski | RAZEM | RAZEM |        |        |
| Nr                    | Zawodnik               | Data urodzenia       | W klubie od | Poprzedni klub        |             |             |               |               |       |       | EKS/PP | EKS/PP |
| --------------------- | ---------------------- | -------------------- | ----------- | --------------------- | ----------- | ----------- | ------------- | ------------- | ----- | ----- | ------ | ------ |
| Bramkarze             |                        |                      |             |                       |             |             |               |               |       |       |        |        |
| 1                     | Mateusz Lis            | 27 lutego 1997       | 2018        | Lech Poznań           | 1           | 0           | 0             | 0             | 1     | 0     | 0/0    | 0      |
| 1                     | Paweł Kieszek          | 16 kwietnia 1984     | 2021        | Rio Ave FC            | 14          | 0           | 1             | 0             | 15    | 0     | 2/0    | 0      |
| 22                    | Michał Buchalik        | 3 lutego 1989        | 2014        | Ruch Chorzów          | 0           | 0           | 0             | 0             | 0     | 0     | 0      | 0      |
| 31                    | Mikołaj Biegański M    | 5 kwietnia 2002      | 2021        | Skra Częstochowa      | 19          | 0           | 3             | 0             | 22    | 0     | 0      | 0      |
| 99                    | Kacper Rosa            | 13 sierpnia 1994     | 2021        | Odra Opole            | 0           | 0           | 0             | 0             | 0     | 0     | 0      | 0      |
| Obrońcy               |                        |                      |             |                       |             |             |               |               |       |       |        |        |
| 2                     | Krystian Wachowiak M   | 19 października 2001 | 2021        | Chojniczanka Chojnice | (1)         | 0           | (1)           | 0             | 2     | 0     | 0      | 0      |
| 3                     | Adi Mehremić           | 4 marca 1999         | 2020        | CD Aves               | 0           | 0           | 0             | 0             | 0     | 0     | 0      | 0      |
| 3                     | Sebastian Ring         | 18 kwietnia 1995     | 2022        | Kalmar FF             | 3 (3)       | 1           | 0             | 0             | 6     | 1     | 1/0    | 0      |
| 4                     | Maciej Sadlok          | 29 czerwca 1989      | 2014        | Ruch Chorzów          | 16 (4)      | 1           | 4             | 0             | 24    | 1     | 5/2    | 0      |
| 5                     | Joseph Colley          | 13 kwietnia 1999     | 2022        | Chievo Verona         | 11          | 0           | 1             | 0             | 12    | 0     | 3/1    | 0      |
| 6                     | Alan Uryga             | 19 lutego 1994       | 2021        | Wisła Płock           | 3           | 0           | 0             | 0             | 3     | 0     | 0      | 0      |
| 15                    | Matěj Hanousek         | 2 czerwca 1993       | 2021        | Sparta Praga          | 31          | 0           | 4             | 0             | 35    | 0     | 1/0    | 0      |
| 17                    | Serafin Szota M        | 4 marca 1999         | 2019        | Zagłębie Lubin        | 12 (3)      | 1           | 2             | 1             | 17    | 2     | 2/0    | 1/0    |
| 20                    | Konrad Gruszkowski M   | 27 stycznia 2001     | 2020        | Wisła Kraków U-19     | 28 (2)      | 2           | 1 (1)         | 0             | 32    | 2     | 8/0    | 0      |
| 25                    | Michal Frydrych        | 27 lutego 1990       | 2020        | Slavia Praga          | 31          | 4           | 1 (1)         | 0             | 33    | 4     | 3/0    | 2/0    |
| 32                    | Paweł Koncewicz-Żyłka  | 29 października 2003 | 2021        | Wisła Kraków U-19     | 0           | 0           | 0             | 0             | 0     | 0     | 0      | 0      |
| 43                    | Dawid Szot M           | 29 kwietnia 2001     | 2019        | Wisła Kraków U-19     | 6 (6)       | 0           | 3 (1)         | 0             | 16    | 0     | 2/2    | 0      |
| 56                    | Kamil Głogowski M      | 22 lipca 2004        | 2021        | Wisła Kraków U-19     | 0           | 0           | 0             | 0             | 0     | 0     | 0      | 0      |
| Pomocnicy             |                        |                      |             |                       |             |             |               |               |       |       |        |        |
| 7                     | Dor Hugi               | 10 lipca 1995        | 2021        | SKN St. Pölten        | 6 (22)      | 1           | 2 (1)         | 0             | 31    | 1     | 1/0    | 0      |
| 8                     | Aschraf El Mahdioui    | 24 maja 1996         | 2021        | AS Trenčín            | 16          | 1           | 2             | 0             | 18    | 1     | 6/0    | 0      |
| 8                     | Marko Poletanović      | 20 lipca 1993        | 2022        | Raków Częstochowa     | 10          | 0           | (1)           | 0             | 11    | 0     | 1/0    | 0      |
| 10                    | Gieorgij Żukow         | 12 listopada 1994    | 2020        | Kajrat Ałmaty         | 12 (6)      | 1           | 2 (1)         | 0             | 21    | 0     | 3/0    | 0      |
| 11                    | Mateusz Młyński M      | 2 stycznia 2001      | 2021        | Arka Gdynia           | 12 (11)     | 1           | 3 (1)         | 2             | 27    | 3     | 3/1    | 0      |
| 14                    | Giorgi Citaiszwili     | 18 listopada 2022    | 2022        | Dynamo Kijów          | 6 (1)       | 1           | 0             | 0             | 7     | 1     | 1/0    | 0      |
| 16                    | Jakub Błaszczykowski   | 14 grudnia 1985      | 2019        | VfL Wolfsburg         | (2)         | 0           | 0             | 0             | 2     | 0     | 0      | 0      |
| 18                    | Chuca                  | 10 czerwca 1997      | 2019        | Villarreal II         | 0           | 0           | 0             | 0             | 0     | 0     | 0      | 0      |
| 21                    | Nikola Kuveljić        | 6 kwietnia 1997      | 2020        | Javor Ivanjica        | 4 (13)      | 1           | 1             | 0             | 18    | 1     | 1/0    | 0      |
| 22                    | Enis Fazłagiḱ          | 27 marca 2000        | 2022        | MŠK Žilina            | 11 (2)      | 0           | 1             | 0             | 14    | 0     | 5/0    | 0      |
| 41                    | Kacper Duda M          | 1 stycznia 2004      | 2020        | Wisła II Kraków       | 0           | 0           | 0             | 0             | 0     | 0     | 0      | 0      |
| 70                    | Momo Cissé             | 17 października 2002 | 2022        | VfB Stuttgart         | 4 (4)       | 0           | (1)           | 0             | 9     | 0     | 1/1    | 0      |
| 77                    | Stefan Savić           | 9 stycznia 1994      | 2020        | Olimpija Lublana      | 16 (9)      | 3           | 1 (1)         | 0             | 27    | 3     | 1/0    | 0      |
| 80                    | Patryk Plewka M        | 2 stycznia 2000      | 2017        | Wisła Kraków U-19     | 11 (6)      | 0           | 1 (1)         | 0             | 19    | 0     | 1/0    | 0      |
| 92                    | Michal Skvarka         | 19 sierpnia 1992     | 2021        | Ferencváros           | 23 (5)      | 2           | 2 (2)         | 0             | 32    | 2     | 1/1    | 0      |
| Napastnicy            |                        |                      |             |                       |             |             |               |               |       |       |        |        |
| 9                     | Jan Kliment            | 1 września 1993      | 2021        | 1. FC Slovácko        | 15 (6)      | 2           | 2 (1)         | 2             | 24    | 4     | 3/1    | 0      |
| 13                    | Zdeněk Ondrášek        | 22 grudnia 1988      | 2022        | Tromsø IL             | 10 (4)      | 2           | 0             | 0             | 14    | 2     | 1/0    | 0      |
| 19                    | Hubert Sobol M         | 25 czerwca 2000      | 2021        | Lech Poznań           | (7)         | 0           | (1)           | 0             | 8     | 0     | 1      | 0      |
| 19                    | Elvis Manu             | 13 sierpnia 1993     | 2022        | Łudogorec Razgrad     | 5 (5)       | 2           | 0             | 0             | 9     | 2     | 2/0    | 0      |
| 30                    | Luis Fernández         | 23 września 1993     | 2022        | Chaur Fakkan          | 6 (3)       | 3           | 1             | 0             | 10    | 3     | 1/1    | 0      |
| 40                    | Yaw Yeboah             | 28 marca 1997        | 2020        | CD Numancia           | 17 (2)      | 5           | 3             | 1             | 22    | 6     | 1/1    | 0      |
| 54                    | Piotr Starzyński M     | 22 stycznia 2004     | 2021        | Wisła Kraków U-19     | 6 (12)      | 0           | 2 (2)         | 0             | 22    | 0     | 0      | 0      |
| 59                    | Przemysław Zdybowicz M | 10 stycznia 2000     | 2021        | GKS Bełchatów         | 0           | 0           | 0             | 0             | 0     | 0     | 0      | 0      |
| 99                    | Felicio Brown Forbes   | 28 sierpnia 1991     | 2020        | Raków Częstochowa     | 9 (9)       | 2           | 1 (1)         | 3             | 20    | 5     | 5/0    | 0      |
| Stan na: 23 maja 2022 |                        |                      |             |                       |             |             |               |               |       |       |        |        |

1. ↑  Do 5 sierpnia 2021.
2. ↑  Od 5 sierpnia 2022.
3. ↑  Do 23 grudnia 2021.
4. ↑  Wypożyczenie od 18 stycznia 2022.
5. ↑  W kolejkach 1-5 pauzował z powodu uszkodzenia więzadła stawu skokowego.
6. ↑  Wypożyczony od 20 stycznia 2022.
7. ↑  Od 18 grudnia 2021.
8. ↑  Od 18 stycznia 2022.
9. ↑  W kolejkach 1-10 pauzował z powodu złamania piątej kości śródstopia.
10. ↑  W kolejkach 27-34 pauzował z powodu zerwania więzadła krzyżowego przedniego.
11. ↑  Wypożyczenie od 11 marca 2022.
12. ↑  W kolejkach 11-13 pauzował z powodu zwichnięcia barku.
13. ↑  Do 21 stycznia 2022.
14. ↑  Od 27 lutego 2022.
15. ↑  W kolejkach 27-32 pauzował z powodu skręcenia stawu skokowego lewego z uszkodzeniem więzadeł.
16. ↑  Od 6 kwietnia 2022.
17. ↑  W kolejkach 7-34 pauzował z powodu zerwania więzadła krzyżowego.
18. ↑  Od 21 stycznia 2022.
19. ↑  Wypożyczony od 1 września 2021.
20. ↑  Od 16 stycznia 2022.
21. ↑  W kolejkach 11-16 pauzował z powodu uszkodzenia więzadła pobocznego przyśrodkowego.
22. ↑  W kolejkach 1-2 pauzował z powodu rekonwalescencji po zabiegu przepukliny pachwinowej.
23. ↑  W kolejkach 21-30 pauzował z powodu uszkodzenia więzadeł stawu skokowego.
24. ↑  Od 7 stycznia 2022.
25. ↑  Wypożyczony od 3 lutego 2022.
26. ↑  Od 28 lutego 2022.
27. ↑  Od 11 stycznia 2022.
28. ↑  W kolejkach 31-34 pauzował z powodu dyskwalifikacji przyznanej przez Komisję Ligi.
29. ↑  Do 6 stycznia 2022.
30. ↑  Do 11 marca 2022.
31. ↑  Do 11 marca 2022.

- W nawiasach wprowadzenia na boisko.
- odejścia ze składu     przyjścia do składu
- M  Od sezonu 2019/2020 każda drużyna ma obowiązek wystawiania co najmniej jednego młodzieżowca w składzie, którego wiek w rozgrywkach Ekstraklasy wynosi do 22 lat.

### Transfery

#### Przyszli
| Poz            | Nazwisko            | Poprzedni klub    | Typ            | Koniec          | Kwota transferu | Źródło |
| -------------- | ------------------- | ----------------- | -------------- | --------------- | --------------- | ------ |
| Okienko letnie |                     |                   |                |                 |                 |        |
| PO             | Aschraf El Mahdioui | AS Trenčín        | wolny transfer | 30 czerwca 2024 | -               | [ 35 ] |
| NA             | Jan Kliment         | 1. FC Slovácko    | wolny transfer | 30 czerwca 2024 | -               | [ 36 ] |
| BR             | Mikołaj Biegański   | Skra Częstochowa  | transfer       | 30 czerwca 2025 | 100 000 zł      | [ 38 ] |
| PO             | Dor Hugi            | SKN St. Pölten    | wolny transfer | 30 czerwca 2024 | -               | [ 39 ] |
| BR             | Kacper Rosa         | Odra Opole        | wolny transfer | 30 czerwca 2022 | -               | [ 40 ] |
| PO             | Michal Škvarka      | Ferencváros       | wolny transfer | 30 czerwca 2023 | -               | [ 41 ] |
| OB             | Matěj Hanousek      | Sparta Praga      | wypożyczenie   | 30 czerwca 2022 | -               | [ 42 ] |
| BR             | Paweł Kieszek       | Rio Ave FC        | wolny transfer | 30 czerwca 2022 | -               | [ 43 ] |
| Okienko zimowe |                     |                   |                |                 | -               |        |
| OB             | Sebastian Ring      | Kalmar FF         | wolny transfer | 30 czerwca 2023 | -               | [ 44 ] |
| NA             | Zdeněk Ondrášek     | Tromsø IL         | wolny transfer | 30 czerwca 2023 | -               | [ 45 ] |
| NA             | Luis Fernández      | Chaur Fakkan      | wolny transfer | 30 czerwca 2022 | -               | [ 46 ] |
| PO             | Momo Cissé          | VfB Stuttgart     | wypożyczenie   | 30 czerwca 2023 | -               | [ 47 ] |
| OB             | Joseph Colley       | Chievo Verona     | wolny transfer | 30 czerwca 2025 | -               | [ 48 ] |
| PO             | Enis Fazłagiḱ       | MŠK Žilina        | transfer       | 30 czerwca 2026 | 500 000 €       | [ 50 ] |
| OB             | Marko Poletanović   | Raków Częstochowa | transfer       | 30 czerwca 2024 | 90 000 €        | [ 51 ] |
| NA             | Elvis Manu          | Łudogorec Razgrad | wolny transfer | 30 czerwca 2022 | -               | [ 52 ] |
| PO             | Giorgi Citaiszwili  | Dynamo Kijów      | wypożyczenie   | 30 czerwca 2022 | -               | [ 53 ] |

Stan na: 22 maja 2022

Kwoty transferowe bez podanego źródła oparto na podstawie Transfermarkt.

#### Odeszli
| Poz            | Nazwisko              | Nowy klub              | Typ                   | Kwota transferu | Źródło |
| -------------- | --------------------- | ---------------------- | --------------------- | --------------- | ------ |
| Okienko letnie |                       |                        |                       |                 |        |
| PO             | Rafał Boguski         | Puszcza Niepołomice    | koniec kontraktu      | -               | [ 54 ] |
| OB             | Łukasz Burliga        | Wieczysta Kraków       | koniec kontraktu      | -               | [ 55 ] |
| OB             | Vullnet Basha         | AO Ionikos             | koniec kontraktu      | -               | [ 56 ] |
| NA             | Jean Carlos           | Pogoń Szczecin         | koniec kontraktu      | -               | [ 57 ] |
| OB             | Souleymane Koné       | wolny zawodnik         | koniec kontraktu      | -               | [ 58 ] |
| PO             | David Mawutor         | Szachtior Karaganda    | koniec kontraktu      | -               | [ 58 ] |
| NA             | Žan Medved            | Slovan Bratysława      | koniec wypożyczenia   | -               | [ 58 ] |
| OB             | Uroš Radaković        | Sparta Praga           | koniec wypożyczenia   | -               | [ 58 ] |
| PO             | Damian Pawłowski      | Zagłębie Sosnowiec     | koniec kontraktu      | -               | [ 59 ] |
| PO             | Mateusz Duda          | Garbarnia Kraków       | koniec kontraktu      | -               | [ 60 ] |
| NA             | Aleksander Buksa      | Genoa CFC              | koniec kontraktu      | -               | [ 61 ] |
| BR             | Kamil Broda           | Chojniczanka Chojnice  | wypożyczenie          | -               | [ 62 ] |
| NA             | Fatos Beqiraj         | FK Astana              | rozwiązanie kontraktu | -               | [ 63 ] |
| OB             | Daniel Hoyo-Kowalski  | Hutnik Kraków          | wypożyczenie          | -               | [ 64 ] |
| PO             | Chuca                 | Miedź Legnica          | rozwiązanie kontraktu | -               | [ 65 ] |
| BR             | Mateusz Lis           | Altay SK               | transfer              | 900 000 €       | [ 67 ] |
| PO             | Kacper Duda           | Garbarnia Kraków       | wypożyczenie          | -               | [ 68 ] |
| Okienko zimowe |                       |                        |                       |                 |        |
| BR             | Michał Buchalik       | Lechia Gdańsk          | rozwiązanie kontraktu | -               | [ 69 ] |
| NA             | Yaw Yeboah            | Columbus Crew          | transfer              | 1 820 000 €     | [ 71 ] |
| OB             | Krystian Wachowiak    | GKS Tychy              | wypożyczenie          | -               | [ 72 ] |
| OB             | Adi Mehremić          | Maccabi Petach Tikwa   | wypożyczenie          | -               | [ 73 ] |
| PO             | Aschraf El Mahdioui   | Al-Taawon FC           | transfer              | 2 500 000 €     | [ 75 ] |
| NA             | Hubert Sobol          | Stomil Olsztyn         | wypożyczenie          | -               | [ 76 ] |
| NA             | Felicio Brown Forbes  | Wuhan FC               | rozwiązanie kontraktu | -               | [ 77 ] |
| NA             | Przemysław Zdybowicz  | Orlęta Radzyń Podlaski | rozwiązanie kontraktu | -               | [ 78 ] |
| OB             | Paweł Koncewicz-Żyłka | Orlęta Radzyń Podlaski | wypożyczenie          | -               | [ 79 ] |

Stan na: 22 maja 2022

#### Nowe kontrakty
| Poz            | Nazwisko             | Koniec kontraktu | Typ          | Źródło |
| -------------- | -------------------- | ---------------- | ------------ | ------ |
| Okienko letnie |                      |                  |              |        |
| OB             | Adi Mehremić         | 30 czerwca 2023  | przedłużenie | [ 80 ] |
| OB             | Maciej Sadlok        | 30 czerwca 2022  | przedłużenie | [ 81 ] |
| BR             | Kamil Broda          | 30 czerwca 2024  | przedłużenie | [ 82 ] |
| PO             | Jakub Błaszczykowski | 30 czerwca 2022  | przedłużenie | [ 83 ] |
| OB             | Konrad Gruszkowski   | 30 czerwca 2025  | przedłużenie | [ 84 ] |
| PO             | Piotr Starzyński     | 30 czerwca 2026  | przedłużenie | [ 85 ] |
| OB             | Serafin Szota        | 30 czerwca 2025  | przedłużenie | [ 86 ] |

Stan na: 22 maja 2022

## Zarząd i sztab szkoleniowy

### Przed sezonem
Przed rozpoczęciem sezonu krakowski klub po raz pierwszy od 2019 roku utworzył stanowisko dyrektora sportowego. Koordynatorem polityki transferowej został Tomasz Pasieczny. W czerwcu zarząd Wisły podpisał dwuletni kontrakt z Adriánem Guľą jako nowym szkoleniowcem pierwszego zespołu. Do sztabu słowackiego trenera dołączyli Marián Zimen w roli asystenta, Ladislav Kubalík jako analityk oraz Martin Kojnok odpowiedzialny za przygotowanie fizyczne zawodników. W tym samym miesiącu do zarządu Małopolskiego Związku Piłki Nożnej został powołany Krzysztof Kołaczyk, dyrektor klubowej akademii.
Sponsorem strategicznym krakowskiego klubu od sezonu 21/22 został Orlen Oil – w ramach porozumienia z przedsiębiorstwem do Rady Nadzorczej dołączył Michał Róg.

### Runda jesienna
4 października Ekstraklasa podczas walnego zgromadzenia akcjonariuszy powołała nową radę nadzorczą spółki. W jej skład wszedł także Tomasz Jażdżyński, współwłaściciel krakowskiego klubu.

### Przerwa zimowa
Po zakończeniu rundy jesiennej Władysław Nowak oraz Adam Adamczyk, właściciele Nowak-Mosty, jednego ze sponsorów tytularnych krakowskiego klubu od zeszłego sezonu, zostali mniejszościowymi akcjonariuszami Wisły. Dołączył do nich także Adam Łanoszka, współpracujący z klubem od 2019 roku. Nowe akcje stanowiły 11,25% kapitału zakładowego, a Spółka pozyskała dzięki ich emisji 4 875 000 złotych.

### Runda wiosenna
Po porażce z Stalą Mielec posadę szkoleniowca pierwszej drużyny stracił Adrián Guľa. Łącznie poprowadził Wisłę w 21 spotkaniach na szczeblu Ekstraklasy, notując 6 zwycięstw, 3 remisy oraz ponosząc 12 porażek. Pracę zakończył także sztab.
Zastępcą został były selekcjoner reprezentacji Polski Jerzy Brzęczek. Umowa obowiązywała do końca sezonu 2021/2022 i zawierała opcję przedłużenia. Funkcja asystentów przypadła Radosławowi Sobolewskiemu oraz Tomaszowi Mazurkiewiczowi. Za przygotowanie fizyczne odpowiadał Leszek Dyja, a za analizę rywali Michał Siwierski. Damian Salwin objął rolę psychologa pierwszej drużyny. W sztabie Białej Gwiazdy na swoich stanowiskach pozostali Kazimierz Kmiecik, Maciej Kowal oraz Dominik Dyduła.
Na początku marca krakowski klub wygasił stanowisko koordynatora polityki transferowej. Tomasz Pasieczny przestał pełnić obowiązki dyrektora sportowego Wisły.
W maju do klubowego działu scautingu, kierowanego przez Arkadiusza Głowackiego, dołączył Paweł Brożek.

### Personel
| Stanowisko                                | Imię i nazwisko        | Uwagi                           |
| ----------------------------------------- | ---------------------- | ------------------------------- |
| Prezes                                    | Dawid Błaszczykowski   | od 20 kwietnia 2020             |
| Wiceprezes                                | Maciej Bałaziński      | od 19 czerwca 2020              |
| Przewodniczący rady nadzorczej            | Tomasz Jażdżyński      | od 19 czerwca 2020              |
| Wiceprzewodniczący rady nadzorczej        | Jakub Błaszczykowski   | od 19 czerwca 2020              |
| Wiceprzewodniczący rady nadzorczej        | Jarosław Królewski     | od 19 czerwca 2020              |
| Wiceprzewodniczący rady nadzorczej        | Michał Róg             | od 21 czerwca 2021              |
| Dyrektor sportowy                         | Tomasz Pasieczny       | 31 kmaja 2021 – 4 marca 2022    |
| Trener                                    | Jerzy Brzęczek         | od 14 lutego 2022               |
| Trener                                    | Adrián Guľa            | 7 czerwca 2021 – 13 lutego 2022 |
| Asystent trenera                          | Radosław Sobolewski    | od 14 lutego stycznia 2022      |
| Asystent trenera                          | Tomasz Mazurkiewicz    | od 14 lutego stycznia 2022      |
| Asystent trenera                          | Marián Zimen           | 7 czerwca 2021 – 13 lutego 2022 |
| Asystent trenera                          | Kazimierz Kmiecik      | od 10 grudnia 2015              |
| Trener bramkarzy                          | Maciej Kowal           | od 11 stycznia 2021             |
| Trener przygotowania fizycznego           | Leszek Dyja            | od 14 lutego 2022               |
| Trener przygotowania fizycznego           | Martin Kojnok          | 7 czerwca 2021 – 13 lutego 2022 |
| Trener przygotowania kontroli motorycznej | Agnieszka Jasek-Stanek | od 28 marca 2021                |
| Analityk                                  | Ladislav Kubalík       | 7 czerwca 2021 – 13 lutego 2022 |
| Analityk                                  | Dominik Dyduła         | od 8 sierpnia 2019              |
| Kierownik drużyny                         | Jarosław Krzoska       | od 12 lipca 2010                |
| Masażysta                                 | Zbigniew Woźniak       | od 21 czerwca 1989              |
| Fizjoterapeuta                            | Marcin Dudzik          | od 2019                         |
| Fizjoterapeuta                            | Marcin Bisztyga        | od 2006                         |
| Rehabilitant                              | Karol Biedrzycki       | od 1 lipca 2018                 |
| Opiekun drużyny                           | Paweł Blitek           | od sezonu 2016/2017             |
| Lekarz                                    | Mariusz Urban          | od 15 listopada 2017            |
| Psycholog                                 | Damian Salwin          | od 14 lutego 2022               |

Stan na: 22 maja 2022